# 覃建宁
覃建宁（1967年—），广东罗定人，壮族，中华人民共和国政治人物、第十二届全国人民代表大会广西地区代表。
毕业于英国桑德兰大学工商行政管理专业。加入中国农工民主党。担任广西壮族自治区林业局利用外资林业项目办公室高级工程师。2008年起担任全国人大代表。2013年，担任全国人大代表。2018年2月24日，当选为第十三届全国人大代表。